# Trigonidium nigritum
Trigonidium nigritum är en insektsart som först beskrevs av Henri Saussure 1899.  Trigonidium nigritum ingår i släktet Trigonidium och familjen syrsor. Inga underarter finns listade i Catalogue of Life.